# Pseudocatharylla aurifimbriellus
Pseudocatharylla aurifimbriellus là một loài bướm đêm trong họ Crambidae.